# ナモリック空港
ナモリック空港（ナモリックくうこう、Namorik AirportまたはNamdrik Airport）は、マーシャル諸島ナモリック環礁ナモリックにある公共用の空港。連邦航空局（FAA）によるlocation identifierは3N0、国際航空運送協会（IATA）によるlocation identifierはNDK。

## 設備
ナモリック空港は、海抜4.6m（15フィート）にある。滑走路は、07/25方向に884×14m（2.900×45フィート）のサンゴの砂利で舗装されたものが1本ある。ナモリック空港を拠点とする航空機はない。

## 就航路線
| 航空会社           | 就航地           |
| ------------------ | ---------------- |
| マーシャル諸島航空 | エボン、マジュロ |